# رود کارا
رود کارا رودی است که به Baydaratskaya Bay می‌ریزد. این رود از کشور روسیه می‌گذرد و طول آن ۲۵۷ کیلومتر (۱۶۰ مایل) است.